# Arend Oetker

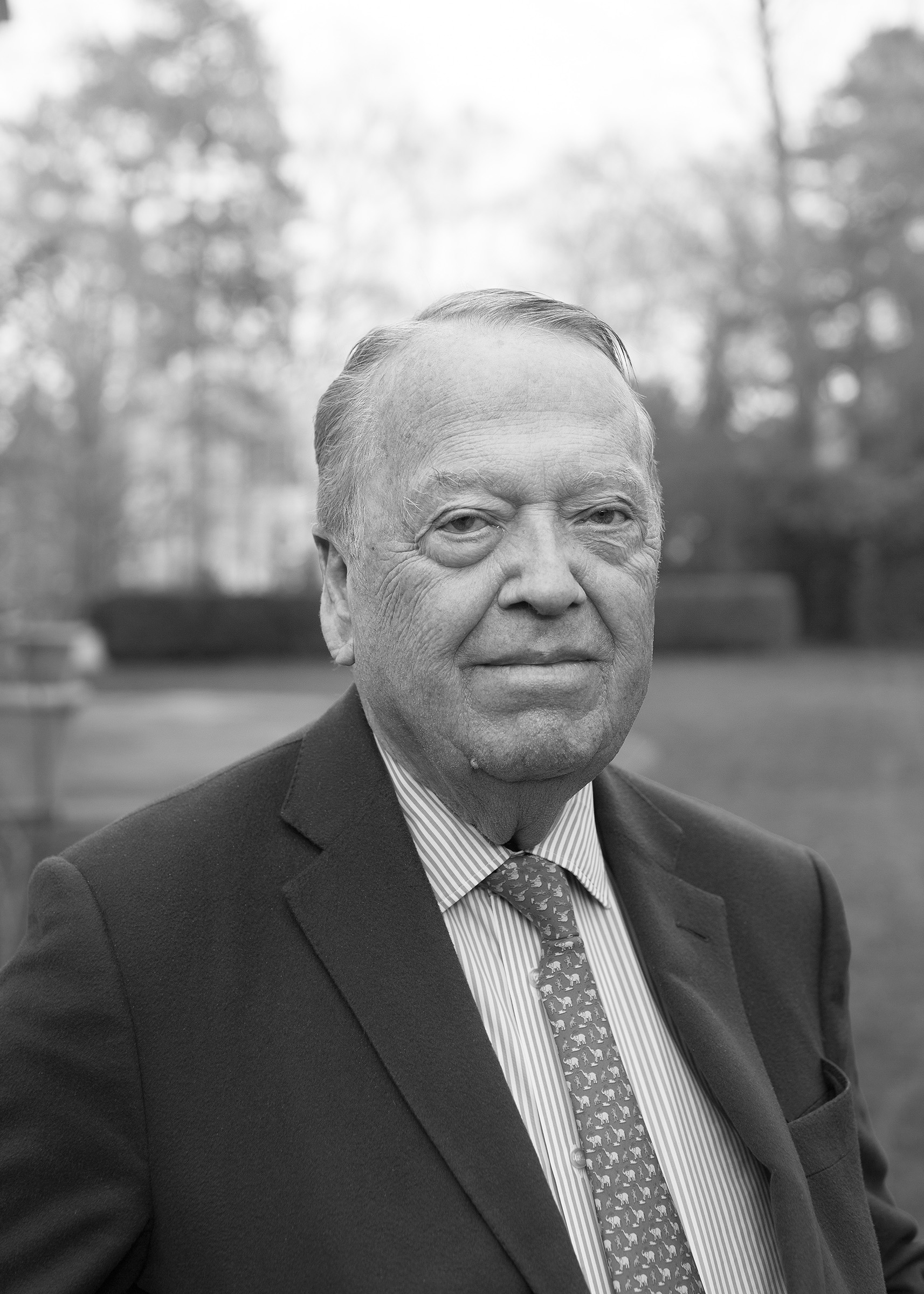
Arend Oetker fotografiert von Oliver Mark, Berlin 2019

Arend Heinrich Rudolf Oetker (* 30. März 1939 in Bielefeld) ist ein deutscher Konzernchef der Dr. Arend Oetker Holding GmbH & Co. KG in Berlin, Ehrenpräsident des Bundesverband der Deutschen Industrie und Mitglied der CDU. Oetker ist ein Urenkel von August Oetker und Cousin von Richard Oetker.

## Leben und Wirken
Oetker wurde als Sohn des Landwirts Heinrich Oetker und der Ursula Oetker (geb. Oetker), der älteren Schwester von Rudolf-August Oetker, geboren. Seine Eltern waren entfernte Cousins 8. Grades, weswegen er auch in der väterlichen Linie den Namen Oetker trägt. Arend Oetker wuchs auf dem Rittergut Hornoldendorf mit vier jüngeren Geschwistern auf. Nach dem Abitur am humanistischen Gymnasium Leopoldinum in Detmold leistete er seinen Wehrdienst bei der Luftwaffe und absolvierte 1960 eine Lehre als Kaufmann im Außenhandel bei Münchmeyer & Co. in Hamburg. Dem folgte ein Studium der Betriebswirtschaft und der Politischen Wissenschaften in Hamburg, Berlin und Köln, das Arend Oetker 1967 mit der Promotion zum Dr. rer. pol. an der Universität Köln beendete; im Anschluss trat er das Erbe seiner Mutter an und übernahm die Leitung der Schwartauer Werke. 
1995 übernahm seine Firma Schwartau International GmbH die Schweizer Konserven- und Konfitürenfirma Hero. Über die Dr. Arend Oetker Holding hält Arend Oetker weitere Unternehmensbeteiligungen, unter anderem auch in den Bereichen Saatgut (KWS SAAT AG), Rohstoffhandel und Schifffahrt (u. a. Beteiligung an der Fähr-Reederei TT-Line). Das Manager Magazin erklärte Oetker 2002 zu einem der „50 Mächtigsten der deutschen Wirtschaft“. Die New Yorker Zeitschrift Art News zählt ihn zu den weltweit aktivsten Kunstsammlern. Seit 1982 ist er Mitglied der CDU.
Gesellschaftliche und wirtschaftliche Funktionen und Ämter: 
- Mitglied des Kuratoriums der Förderstiftung des Universitätsklinikums Schleswig-Holstein (UKSH)[6]
- Mitglied im Beirat der Deutsche Bahn Stiftung.[7]
- Ehrenmitglied des Präsidiums des Bundesverbandes der Deutschen Industrie e. V.
- Präsidiumsmitglied der Bundesvereinigung der Deutschen Arbeitgeberverbände
- Kuratoriumsmitglied des Vereins der Freunde der Nationalgalerie
- Aufsichtsratsmitglied bei KWS SAAT SE, Berliner Philharmonie und der Leipziger Messe und anderen
- Mitglied im Kuratorium der Stiftung Bach-Archiv Leipzig
- Stifter eines Lehrstuhls für leadership an der Handelshochschule Leipzig (HHL)[8]
- Kuratoriumsmitglied und Stellvertretender Vorsitzender Fritz Thyssen Stiftung[9]
- Senatsmitglied der Max-Planck-Gesellschaft
- Anteilseigner und ehemaliges Mitglied des Aufsichtsrats der Carl Remigius Fresenius Education AG

Von 2000 bis 2005 war Oetker Vorsitzender des Vorstandes der Atlantik-Brücke e. V. und von 1998 bis 2013 Präsident des Stifterverbandes für die Deutsche Wissenschaft. Außerdem ist er Mitglied der Trilateralen Kommission von Europa. Bis Juni 2019 war er Präsident der Deutschen Gesellschaft für Auswärtige Politik und übergab das Amt zu diesem Zeitpunkt an Thomas Enders.
Im August 2010 unterzeichneten Arend Oetker und etwa 40 andere Prominente den Energiepolitischen Appell für eine Laufzeitverlängerung deutscher Kernkraftwerke.
Arend Oetker ist verheiratet mit Brigitte Oetker und hat fünf Kinder. Sie leben in einer Villa in Berlin-Grunewald. Er war Hauptmann der Reserve bei der Luftwaffe. Oetker besitzt den Rennstall Hornoldendorf, der den Derbysieger von 2014 Lucky Speed hervorbrachte.

## Auszeichnungen
- 1989: Maecenas-Ehrung des Arbeitskreises selbständiger Kultur-Institute e. V. – AsKI.
- 2007: Preis Soziale Marktwirtschaft der Konrad-Adenauer-Stiftung
- 2007: Großes Verdienstkreuz
- 2010: Verdienstorden des Landes Berlin
- 2019: Aachener Unternehmerpreis des Business Club Aachen Maastricht e. V.
- 2025: Ehrenbürgerschaft der Stadt Bad Schwartau[12]

## Mitgliedschaften
Arend Oetker ist Mitglied der Atlantik-Brücke und war Mitglied der Trilateralen Kommission in Europa; seit Neuerem ebenfalls der Marcel Proust Gesellschaft.
Zudem ist er seit einigen Jahren Kuratoriumsmitglied der Gesellschaft der Freunde von Bayreuth.